# Carlo Aletti
Carlo Aletti (Varese, 19 marzo 1821 – Monza, 17 febbraio 1899) è stato un organaro italiano, allievo di Luigi Maroni Biroldi e di Eugenio Maroni Biroldi.
Fondò a Monza l'omonima ditta organaria nel 1849 seguendo gli stilemi della scuola organaria lombarda, secondo l'esempio dei Serassi. L'attività fu proseguita dai figli con la denominazione Fratelli Aletti.